# Marcella (Vorname)
Marcella ist ein weiblicher Vorname, der vor allem im Italienischen häufiger ist.

## Bedeutung des Namens
Marcella ist die weibliche Form des römischen Cognomens Marcellus, das selbst unklarer Herkunft ist. 
Belegt ist der Name seit der Spätantike. Seit dem Mittelalter steht zunächst die Heilige Marcella als Namenspatronin im Vordergrund.

## Varianten
- Marcela (span., tschech.)
- Marcelle (franz.)
- Marcellina (ital.)
- Marceline (Koseform)
- Marzella (deutsch)
- Märzellina (deutsch)
- Cella (ital.)
- Cellina (italienisch)
- Celina (spanisch)

## Namenstag
Namenstag ist der 31. Januar (zu Ehren der Heiligen Marcella).

## Bekannte Namensträgerinnen

### Vorname Form Marcella
- Heilige Marcella, († 410), römische Heilige, bei der Eroberung Roms erschlagen
- Marcella Albani (1899–1959), italienische Stummfilmschauspielerin
- Marcella Althaus-Reid (1952–2009), britische Theologin und Hochschullehrerin
- Marcella d’Arle (1906–2002), italienische Journalistin und Autorin
- Marcella Bella (* 1952), italienische Sängerin
- Marcella Berger (* 1954), deutsche Schriftstellerin
- Marcella Boveri (1863–1950), US-amerikanische Biologin
- Marcella Burke, US-amerikanische Autorin
- Marcelle Capy (1891–1962), französische Pazifistin und Feministin
- Marcella Carollo (* 1962), italienische Astrophysikerin
- Marcella Deen (* 1988), ehemalige niederländische Handballspielerin
- Marcella De Marchis (1916–2009), italienische Kostümbildnerin
- Marcella Detroit (* 1952), US-amerikanische Sängerin und Songschreiberin
- Marcella Hazan (1924–2013), italienisch-amerikanische Kochbuchautorin
- Marcelle Kraemer-Bach (1895–1990), französische Rechtsanwältin und Feministin
- Marcella Liiv (* 1998), estnische Speerwerferin
- Marcella Mancini (* 1971), italienische Marathonläuferin
- Marcella Mesker (* 1959), ehemalige niederländische Tennisspielerin
- Marcella Michelangeli (eigentlich Marcela Ghelardi; * 1943), italienische Schauspielerin
- Marcella Pattyn (1920–2013), belgische Ordensfrau und die letzte Begine
- Marcella Roddewig (1918–2000), deutsche Germanistin, Romanistin und Danteforscherin
- Marcella Sembrich (1858–1935), polnische Sängerin und Pianistin
- Marcella Schmidt di Friedberg (* 1958), italienische Humangeografin